# Lepidagathis barberi
Lepidagathis barberi är en akantusväxtart som beskrevs av James Sykes Gamble. Lepidagathis barberi ingår i släktet Lepidagathis och familjen akantusväxter. Inga underarter finns listade i Catalogue of Life.